# Euclimacia horstaspoecki
Euclimacia horstaspoecki är en insektsart som beskrevs av Ohl 2004. Euclimacia horstaspoecki ingår i släktet Euclimacia och familjen fångsländor. Inga underarter finns listade i Catalogue of Life.